# Aire (álbum de Yuri)
Aire es el título del octavo álbum de estudio grabado por la cantante mexicana Yuri. Fue lanzado al mercado el 22 de noviembre de 1987 y se convirtió en el disco de mayor éxito de la cantante hasta el momento. Este último disco fue producido por Miguel Blasco para EMI Capitol de México. El sencillo "Qué te pasa", contenido en este álbum, se convirtió en el de mayor venta de ese mismo año en toda América Latina y volvió a Yuri la cantante más solicitada en el país.

## Antecedentes
Después del éxito obtenido con su álbum anterior, "Un Corazón Herido" y cuando éste aún tenía varios éxitos en la radio, EMI Capitol de México propone a Yuri sacar el tercer álbum de su contrato para aprovechar la alta promoción que tenía en la radio la cantante. Por lo tanto Yuri se vuelve a reunir con el equipo de producción de sus dos anteriores discos y comienza a grabar el álbum 'Aire'.

## Realización, promoción y recepción
Gracias a los temas "Cuando baja la marea", "¿Qué te pasa?" y "Amores clandestinos", Yuri conquista los primeros lugares de popularidad en todo el continente americano. El tema "¿Qué te pasa?" incluso obtuvo el récord en Billboard Hot Latin Tracks como la canción que más tiempo estuvo en número uno en toda la década de los 80's, posición en la que permanecería durante 16 semanas consecutivas, y durante un total de 33 semanas en la lista. Toda la prensa latinoamericana le otorga el título de "la absoluta reina del pop latino".
Para promover este disco, Yuri inicia una gran gira nacional y latinoamericana patrocinada por la empresa Coca-Cola. En la radio nacional se logra colar también el tema "Entre dos aguas", a petición del público.

## Lista de canciones
| Pista | Título               | Autor(es)                     | Duración |
| ----- | -------------------- | ----------------------------- | -------- |
| 1     | Cuando baja la marea | J. R. Flórez · Difelisatti    | 3:55     |
| 2     | Qué te pasa          | J. R. Florez · Difelisatti    | 3:07     |
| 3     | Entre dos aguas      | Consuelo Arango · Difelisatti | 3:08     |
| 4     | Piedad               | Consuelo Arango · Difelisatti | 3:43     |
| 5     | Tonto                | J. de Florez                  | 3:16     |
| 6     | Amores clandestinos  | Consuelo Arango · Difelisatti | 4:10     |
| 7     | Cartas               | Luis Carlos Esteban           | 2:53     |
| 8     | Bubalú               | J. de Florez                  | 3:46     |
| 9     | Comediantes          | Consuelo Arango · Difelisatti | 3:15     |
| 10    | Amo                  | Consuelo Arango               | 3:15     |